# Kristian Sørensen
Lars Kristian Sørensen (født 19. oktober 1863 i Lime Sogn, død 29. juli 1928 i Hellerup) var en dansk lærer og politiker. Han sad Folketinget fra 1907 til 1909.
Kristian Sørensen blev født på Limegård i Lime Sogn øst for Randers som søn af gårdejer R. Sørensen. Han blev uddannet til lærer på Gjedved Seminarium i 1882, hvorefter han aftjente værnepligt og opnåede rang af sekondløjtnant. Sørensen var lærer i Mesballe syd for Ryomgård på Djursland fra 1890 til 1893, og derefter i Munke Bjergby nord for Sorø til 1909. Han var forstander på Holsteinsminde Opdragelsesanstalt vest for Næstved fra 1909 til 1922. Efter Holsteinsminde flyttede han til Hellerup hvor han boede til sin død.
Sørensen var sognerådsmedlem i en række år. Han tilsluttede sig Venstrereformpartiet og stillede uden held op til Folketinget i Ruds Vedby-kredsen mod H.L. Jørgensen ved folketingsvalgene i 1898, 1901 og 1903. Ved valget i 1906 stillede han stadig forgæves op i Holbækkredsen mod den radikale K.L. Fogtmann. Da Fogtmann døde i 1907 vandt han suppleringsvalget i Holbækkredsen, men stillede ikke op ved næste valg i 1909.